# Tetragnatha latro
Tetragnatha latro är en spindelart som beskrevs av Albert Tullgren 1910. Tetragnatha latro ingår i släktet sträckkäkspindlar, och familjen käkspindlar. Inga underarter finns listade i Catalogue of Life.